# Groß Plasten
Groß Plasten település Németországban, Mecklenburg-Elő-Pomeránia tartományban. Lakosainak száma 1050 fő (2023. december 31.).

## Népesség
A település népességének változása:
| Lakosok száma | 745  | 1061 | 1052 | 1039 | 1050 |
|               | 2017 | 2019 | 2021 | 2022 | 2023 |